# Wilson Mizner
Wilson Mizner (Benicia, 17 de agosto de 1893 — Los Angeles, 3 de abril de 1933) foi um dramaturgo estadunidense.